# Ann McKechin

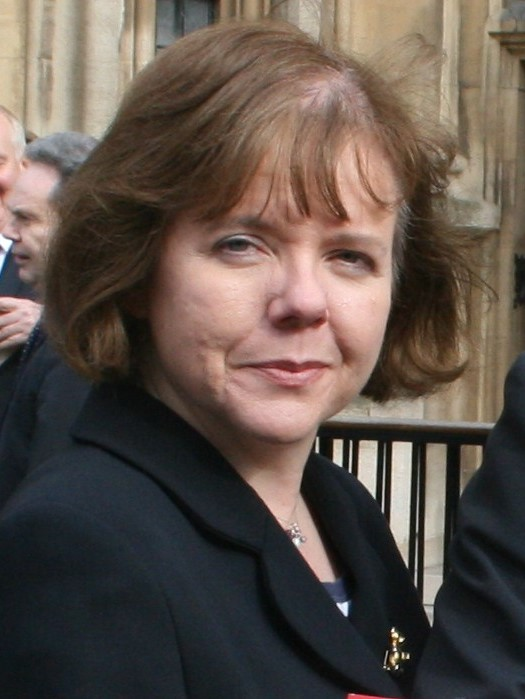
Ann McKechin

Ann McKechin (* 22. April 1961 in Paisley) ist eine schottische Politikerin der Labour Party.

## Leben
McKechin wurde 1961 in Paisley geboren. Sie besuchte die Sacred Heart High School sowie die Paisley Grammar School und schloss dann ein juristisches Studium an der Universität von Strathclyde an. Ab 1983 war McKechin als Solicitor zunächst in Paisley, dann in Glasgow tätig.

## Politischer Werdegang
Zwischen 1995 und 1998 war McKechin für die Labour-Gruppe des Wahlkreises Glasgow Kelvin tätig. Bei den ersten schottischen Parlamentswahlen 1999 hatte McKechin einen Listenplatz auf der Regionalwahlliste der Wahlregion West of Scotland. Infolge des Wahlergebnisses erhielt sie jedoch kein Mandat.
Nachdem Maria Fyfe, welche den Wahlkreis Glasgow Maryhill seit 1987 im britischen Unterhaus vertreten hatte, zu den Unterhauswahlen 2001 nicht mehr antrat, stellte die Labour Party McKechin als ihre Nachfolgerin auf. Am Wahltag erhielt sie 60,4 % der Stimmen und zog in der Folge erstmals in das House of Commons ein.
Im Zuge der Wahlkreisrevision wurde McKechins Wahlkreis Glasgow Maryhill zum Ende der Wahlperiode aufgelöst. McKechin bewarb sich daher bei den Unterhauswahlen 2005 um das Mandat des neugeschaffenen Wahlkreises Glasgow North. Am Wahltag setzte sie sich gegen fünf Kontrahenten durch und behielt ihren Parlamentssitz. Sie erhielt eine Position als Parliamentary Private Secretary unter der Juniorministerin Jacqui Smith. Ab 2008 war sie Parliamentary Under-Secretary of State im Schottlandministerium.
Bei den folgenden Unterhauswahlen 2010 verteidigte McKechin ihr Mandat ungefährdet. Nachdem sie vor den Wahlen im Schattenkabinett der Labour Party einen juniorministeriellen Posten im Schottlandministerium innegehabt hatte, war sie im Anschluss an die Wahlen als Schottlandministerin vorgesehen. Nach massiven Stimmgewinnen der SNP bei den Unterhauswahlen 2015 verlor McKechin die Stimmmehrheit in ihrem Wahlkreis und schied aus dem britischen Unterhaus aus. Das Mandat ging an den SNP-Kandidaten Patrick Grady.